# Yung Ngo
Yung Ngo (* 11. Februar 1987 in Stadthagen) ist ein deutscher Schauspieler.

## Leben
Ngo wurde als Sohn vietnamesischer Eltern in Deutschland geboren. Seine Eltern kamen nach dem Ende des Vietnamkrieges im Rahmen der Familienzusammenführung nach Deutschland. Er wuchs mit Deutsch und Vietnamesisch als Muttersprachen auf. Er machte zunächst eine Ausbildung zum Krankenpflegehelfer. Von 2006 bis 2008 absolvierte er dann seine Schauspielausbildung an der FilmActingSchool Köln. Außerdem besuchte er seit 2010 regelmäßig das „Weekly Camera Acting Workout“ bei dem Schauspielcoach Nick Dong-Sik am Film und TV-Schauspielstudio in Köln.
Sein Fernsehdebüt gab Yung Ngo 2009 in der ZDF-Krimiserie Stolberg; er spielte die Rolle des Anton Gebhardt, eine Rolle ohne asiatischen Hintergrund. Es folgten anschließend mehrere Rollen in Serien und Fernsehfilmen. Hierbei wurde Ngo aufgrund seines Migrationshintergrunds fast ausschließlich für Charaktere mit asiatischer Herkunft eingesetzt. Deutsche oder Charakter ohne diesen Hintergrund spielte er im Verlaufe seiner Karriere bisher nur in wenigen Fällen.
Er hatte Rollen in den Fernsehfilmen Der Chinese (2011) und Jahr des Drachen (2012; als Fahrer Phan Hung). Im Kino war er in den Filmen Russendisko (2012, als Vietnamese) und Scherbenpark (2013) vor der Kamera. Sylke Enders besetzte ihn 2014 in der Rolle des „Park“ in ihrem Kinofilm Schönefeld Boulevard.
In dem Fernseh-Dokudrama Eine mörderische Entscheidung (2013) von Raymond Ley, das den Luftangriff bei Kundus thematisiert, spielte Ngo die Rolle von Gerd Schwab, einen deutschen Bundeswehrsoldaten mit asiatischen Wurzeln; ob es vietnamesische, koreanische oder chinesische Wurzeln sind, lässt der Film allerdings offen. In dem Fernsehfilm Es kommt noch besser (2015) spielte er den vietnamesischen Arzt Ngo Quang, dessen Examen in Deutschland nicht anerkannt wird und der nur Angebote als Pfleger und Praktikant erhält.
Ngo hatte auch Episodenrollen u. a. in den Serien Krimi.de (2009; als Minh, Mitarbeiter eines Asia-Imbiss-Shops), Da kommt Kalle (2010; als Wu Zen, ehemaliger Kellner eines China-Restaurants und Schutzgelderpresser), Großstadtrevier (2012; als vietnamesischer Matrose Phuc Nguyen), Alarm für Cobra 11 – Die Autobahnpolizei (2013) und Danni Lowinski (2014; als Yingpeng Hu, der Sohn von Dannis Klienten Yingpeng Sang).
In der Krankenhausserie In aller Freundschaft – Die jungen Ärzte (März 2015) spielte er seine erste Episodenhauptrolle als junger unter Alkoholeinfluss stehender vietnamesischer Patient Thien Phan, der jedoch leugnet, auch nur einen Tropfen Alkohol getrunken zu haben. Im Oktober 2015 war Ngo in der ZDF-Krimireihe Ein starkes Team in einer Nebenrolle zu sehen; er spielte den vietnamesischen Dolmetscher und verdeckten Ermittler Phan Quang. In der Fernsehserie Weinberg, die seit Oktober 2015 ausgestrahlt wird, hat Ngo eine durchgehende Serienrolle; er spielt den Pfarrer Anh Hung. Im Dezember 2015 war Ngo in der Traumschiff-Folge „Macau“ in einer Nebenrolle zu sehen; er spielte den aus Nordkorea geflüchteten Hilfskoch Kim. In der 11. Staffel der ZDF-Serie Der Kriminalist (2015/16) war er in einer Episodennebenrolle als Ex-Freund eines ermordeten 18-jährigen Mädchens zu sehen. In der SAT1-Fernsehserie Einstein, die ab Januar 2017 erstausgestrahlt wurde, spielte Ngo die Serienrolle des Dr. Lee Kwon, einen Forscher aus Singapur. Im Januar 2017 war Ngo in der ZDF-Serie Der Staatsanwalt in einer Episodenrolle zu sehen; er spielte den Master-Studenten John Sun, den Sohn eines ermordeten chinesischen Juweliers.
In der ab September 2018 neu im ZDF erstausgestrahlten TV-Serie SOKO Potsdam gehört Yung Ngo zur Hauptbesetzung; er ist der Kriminaltechniker Thomas Brandner. In der 17. Staffel (Erstausstrahlung ab September 2018) der ZDF-Serie SOKO Köln hatte er eine Episodenhauptrolle als deutsch-chinesischer, aus Shanghai stammender Weinhändler Christian Zang, der sich für einen teuren, elsässischen Wein aus dem Jahr 1938 interessiert. In der 5. Staffel (November 2020) der TV-Serie WaPo Bodensee übernahm er eine der Episodenhauptrollen als reicher Jungunternehmer Johannes Endingen, der kurz vor der Hochzeit mit der jüngsten Tochter einer alten Meersburger Adelsfamilie steht.
In der Spielzeit 2015/16 spielte Yung Ngo am Düsseldorfer Schauspielhaus in der Uraufführung von Hans Pleschinskis Königsallee in der Düsseldorfer Fassung der Roman-Dramatisierung von Ilja Richter. Er übernahm die Rolle des Javaners Anwar Batak Sumayputra. Außerdem war er der deutsche Synchronsprecher von Jay Chou in dem US-Kinofilm The Green Hornet.
Yung Ngo lebt in Köln.

## Filmografie (Auswahl)
- 2009: Stolberg (Fernsehserie, Folge Requiem)
- 2009: Krimi.de (Fernsehserie, Folge Rechte Freunde)
- 2009: Marie Brand und das mörderische Vergessen (Fernsehfilm)
- 2010: Da kommt Kalle (Fernsehserie, Folge Kalle süss-sauer)
- 2011: Der Chinese (Fernsehfilm)
- 2012: Russendisko (Kinofilm)
- 2012: Jahr des Drachen (Fernsehfilm)
- 2012: Mich gibt’s nur zweimal (Fernsehfilm)
- 2012: Großstadtrevier (Fernsehserie, Folge Schiff ohne Zukunft)
- 2013: Scherbenpark (Kinofilm)
- 2013: Eine mörderische Entscheidung (Fernsehfilm)
- 2013: Alarm für Cobra 11 – Die Autobahnpolizei (Fernsehserie, Folge Die Nachtreporterin)
- 2014: Danni Lowinski (Fernsehserie, Folge Wünsche werden wahr)
- 2014: Schönefeld Boulevard (Kinofilm)
- 2015: In aller Freundschaft – Die jungen Ärzte (Fernsehserie, Folge Schein oder Sein)
- 2015: Es kommt noch besser (Fernsehfilm)
- 2015: Ein starkes Team: Tödliches Vermächtnis (Fernsehfilm)
- 2015: Weinberg (Fernsehserie; Serienhauptrolle)
- 2015: Das Traumschiff: Macau (Fernsehfilm)
- 2015: Das richtige Leben
- 2015: Rettet Raffi! (Kinofilm)
- 2016: Der Kriminalist (Fernsehserie, Folge Asche zu Asche)
- 2016–2018: Wishlist (Webserie)
- 2017–2019: Einstein (Fernsehserie)
- 2017: Der Staatsanwalt (Fernsehserie, Folge Rheingau blutrot)
- 2017: Tatort: Borowski und das dunkle Netz (Fernsehreihe)
- 2017: Offline – Das Leben ist kein Bonuslevel (Kinofilm)
- 2017: Nackt. Das Netz vergisst nie. (Fernsehfilm)
- seit 2018: SOKO Potsdam (Fernsehserie; Serienrolle)
- 2018, 2023: SOKO Köln (Fernsehserie, Folgen Die Weindetektivin, Vaterfreuden)
- 2018: Ein Fall für zwei (Fernsehserie, Folge Familienbande)
- 2018: Großstadtrevier (Fernsehserie, Folge Pauls Abschied)
- 2018: Dogs of Berlin (Fernsehserie, Folge Schiebung)
- 2019: Der Bulle und das Biest (Fernsehserie, Folge Jenseits von Eden)
- 2019; 2020: Professor T. (Fernsehserie, Folgen Der perfekte Mord, Mütter)
- 2020: WaPo Bodensee (Fernsehserie, Folge Schande)
- 2021: Prey (Netflix-Film)
- seit 2021: Katakomben (Fernsehserie)
- 2021: Blackout (Fernsehserie)
- 2021–2023: Tatort → siehe Janneke und Brix
  - 2021: Tatort: Luna frisst oder stirbt (Fernsehreihe)
  - 2022: Tatort: Finsternis (Fernsehreihe)
  - 2023: Tatort: Kontrollverlust (Fernsehreihe)
- 2021: Start the fck up: Superior (Fernsehserie, eine Folge)
- 2021: Hyperland
- 2021: Das Quartett: Die Tote vom Balkon (Fernsehreihe)
- 2023: Das Quartett: Mörderischer Pakt (Fernsehreihe)
- 2023: Nackt über Berlin (Fernsehserie)
- 2023: SOKO Leipzig (Fernsehserie, Folge Panzer)
- 2024: Doppelhaushälfte (Fernsehserie)
- 2025: Nord bei Nordwest – Fette Ente mit Pilzen